# Gotha G.II
Gotha G.II byl německý dvouplošný dvoumotorový bombardér používaný jednotkami Luftstreitkräfte během první světové války. Letoun vyráběla firma Gothaer Waggonfabrik AG.

## Historie
Gotha G.II má se svým předchůdcem G.I společného jen pramálo. Hlavní konstruktér firmy Hans Burkhard navrhl konstrukci zcela nového bombardéru, který se s prvním typem shoduje pouze v počtu nosných ploch, motorů a členů posádky. Přední část trupu byla potažena překližkou, zbývající části pevnou tkaninou. Trup a dvě velké motorové gondoly byly posazeny na dolním křídle. Každá gondola obsahovala palivovou i olejovou nádrž, které se nacházely pod osmiválcovými motory Mercedes D.IV, každý o výkonu 220 k (162 kW).
Prototyp vzlétl v březnu roku 1916. Po letových zkouškách došlo k částečnému přepracování konstrukce, zejména k zvětšení plochy křídel, úpravám křidélek, podvozku a kýlovky. Po úpravách byla v dubnu zahájena sériová výroba. G.II se dostal na frontu na podzim téhož roku, ale již na jaře 1917 došlo k jeho stažení v důsledku častých poruch klikových hřídelů motorů. Celkem se vyrobilo pouze 10 kusů typu G.II.

## Specifikace

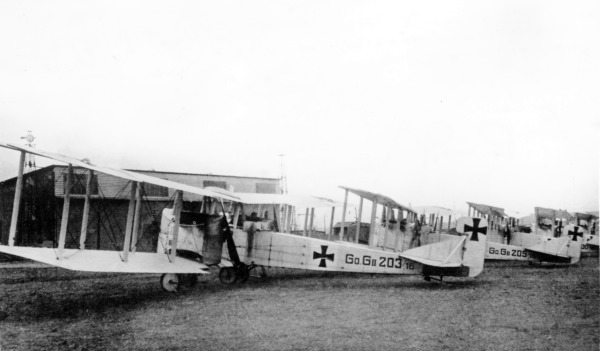
Gotha G.II

### Technické údaje
- Osádka: 1 pilot, 2 pozorovatelé/bombometčíci
- Rozpětí: 23,7 m
- Délka: 12,4 m
- Výška:
- Nosná plocha: 89,5 m²
- Hmotnost prázdného stroje: 2182 kg
- Vzletová hmotnost : 3192 kg
- Pohonná jednotka: 2× řadový motor Mercedes D.IV
- Výkon motoru: 220 k (162 kW)

### Výkony
- Maximální rychlost: 148 km/h
- Dostup: 4100 m
- Stoupavost: 3000 m/min
- Dolet: 500 km

### Výzbroj
- 3× kulomet Parabellum MG14 ráže 7,92 mm
- 620 kg pum